# Biserica de lemn din Măldăreștii de Jos

Biserica de lemn din Măldăreştii de Jos, foto: 2009

Partea superioară a iconostasului. Foto: 2009

Biserica de lemn din Măldăreștii de Jos, cu hramul „Sfântul Dumitru”, este clasată ca monument istoric, cod LMI VL-II-m-B-09815.